# Nikita Hawryłenko
Nikita Jewhenijowycz Hawryłenko, ukr. Нікіта Євгенійович Гавриленко (ur. 13 czerwca 1988) – ukraiński piłkarz, grający na pozycji pomocnika.

## Kariera piłkarska

### Kariera klubowa
Wychowanek szkół piłkarskich Łokomotyw-MSM-Omix Kijów, Dynamo Kijów oraz Widradny Kijów, barwy których bronił w juniorskich mistrzostwach Ukrainy (DJuFL). 30 lipca 2005 rozpoczął karierę piłkarską w drużynie rezerw Arsenału Kijów. Od 2008 występował w amatorskich zespołach Switanok Kowaliwka, Irpiń Horenicze, Zenit Bojarka i Dinaz Wyszhorod. Latem 2011 został piłkarzem Desny Czernihów. Podczas przerwy zimowej sezonu 2011/12 wyjechał do Mołdawii, gdzie został piłkarzem pierwszoligowego zespołu Iscra-Stali Rybnica.